# Jonathan Goldstein (acteur)
Jonathan Goldstein (New York, 4 december 1964) is een Amerikaans acteur. Hij heeft gestudeerd aan de Northwestern University. Hij is het bekendst door zijn rol als Walter Nichols in de televisieserie Drake & Josh. Zijn filmdebuut was in de serie The Jitters uit 1989.
Hij regisseerde ook 2 afleveringen van iCarly.

## Filmografie
- Merry Christmas, Drake & Josh (2008)
- The Starter Wife (4 afleveringen, 2008)
- Californication (1 aflevering, 2008)
- The Riches (3 aflevering, 2007-2008)
- Herstory (2007)
- Drake & Josh (49 afleveringen, 2004-2007)
- The Wedding Bells (1 aflevering, 2007)
- The West Wing (1 aflevering, 2005)
- Half & Half (1 aflevering, 2004)
- The Guru Singh-Cinderelli (2004)
- Tube (2004)
- The Handler (1 aflevering, 2003)
- Without a Trace (1 aflevering, 2002)
- Buffy the Vampire Slayer (1 aflevering, 2001)
- Once and Again (2 afleveringen, 2000-2001)
- The Auteur Theory (1999)
- Wasteland (1 aflevering, 1999)
- Shock Television (1998)
- Maître Da Costa (1 aflevering, 1997)
- Body of Influence 2 (1996)
- Target of Suspicion (1994)
- Stranger (1993)
- The Jitters (1989)